# Дейтон (Виргиния)
Дейтон (англ. Dayton) — город в округе Рокингхем  в штате Виргиния США. По данным переписи 2020 года, численность населения составляла 1688 человек.

## Население
| 2010 | 2020  |
| ---- | ----- |
| 1530 | ↗1688 |